# Psallus haematodes
Psallus haematodes is een wants uit de familie van de blindwantsen (Miridae). De soort werd het eerst wetenschappelijk beschreven door Johann Friedrich Gmelin in 1790.

## Uiterlijk
De langwerpig ovale wants kan 3 tot 4 mm lang worden en is altijd langvleugelig. De kleur is zeer variabel, net als bij veel andere Psallus-soorten. Hij kan wit, grijsgeel en soms zelfs roze van kleur zijn met rode of roodbruine vlekjes. Het donzige uiterlijk heeft de wants te danken aan de witte liggende haartjes op het lichaam afgewisseld met opstaande donkere haartjes. De antennes zijn geel met op het tweede segment twee donkere puntjes. De uiteinden van het verharde deel van de voorvleugels (cuneus) is wit en het doorzichtige deel van de vleugels is grijzig met witte aders. De pootjes zijn geel met kleine vlekjes op de dijen en net als de andere soorten uit het geslacht Psallus hebben de schenen de kenmerkende zwarte stippen en stekels. Veel soorten uit dit geslacht zijn moeilijk tot onmogelijk uit elkaar te houden, soms kan de boom waar ze op zitten en het leefgebied helpen bij de determinatie.

## Leefwijze
De soort komt als eitje de winter door en kent één generatie per jaar. De volwassen wantsen worden van mei tot in oktober waargenomen op wilgensoorten zoals grauwe wilg (Salix cinerea), boswilg (Salix caprea) en geoorde wilg (Salix aurita) en in mindere mate op wilgen met smalle bladeren zoals kruipwilg (Salix repens) en katwilg (Salix viminalis).

## Leefgebied
De soort is te vinden op wilgen en is in Nederland algemeen. Het verspreidingsgebied is Palearctisch, van Europa tot aan Centraal-Azië, Rusland en Japan. Inmiddels is de soort ook in Noord-Amerika terecht gekomen.